# Nobuhisa Urata
Nobuhisa Urata (浦田 延尚 Urata Nobuhisa?, nacido el 13 de septiembre de 1989 en Shinagawa, Tokio) es un futbolista japonés que se desempeña como centrocampista.

## Trayectoria

### Clubes
| Club                | País  | Año         |
| ------------------- | ----- | ----------- |
| Yokohama F. Marinos | Japón | 2008 - 2010 |
| Sagan Tosu          | Japón | 2011        |
| Ehime FC            | Japón | 2012 - 2017 |
| Matsumoto Yamaga FC | Japón | 2018 -      |

## Estadística de carrera

### J. League
| Club                | Año   | J. League | J. League | Copa J. League | Copa J. League | Total | Total |
| Club                | Año   | Part.     | Goles     | Part.          | Goles          | Part. | Goles |
| ------------------- | ----- | --------- | --------- | -------------- | -------------- | ----- | ----- |
| Yokohama F. Marinos | 2008  | 0         | 0         | 0              | 0              | 0     | 0     |
| Yokohama F. Marinos | 2009  | 0         | 0         | 0              | 0              | 0     | 0     |
| Yokohama F. Marinos | 2010  | 0         | 0         | 0              | 0              | 0     | 0     |
| Sagan Tosu          | 2011  | 12        | 0         | -              | -              | 12    | 0     |
| Ehime FC            | 2012  | 32        | 1         | -              | -              | 32    | 1     |
| Ehime FC            | 2013  | 41        | 3         | -              | -              | 41    | 3     |
| Ehime FC            | 2014  | 23        | 2         | -              | -              | 23    | 2     |
| Ehime FC            | 2015  | 35        | 1         | -              | -              | 35    | 1     |
| Ehime FC            | 2016  | 33        | 0         | -              | -              | 33    | 0     |
| Ehime FC            | 2017  | 37        | 3         | -              | -              | 37    | 3     |
| Total               | Total | 213       | 10        | 0              | 0              | 213   | 10    |